# Fatsia
Genre
Fatsia est un genre de plantes à fleurs de la famille des Araliaceae. Il ne comporte que 3 espèces d'arbrisseaux originaires du sud du Japon et de Taïwan :
1. Fatsia japonica
2. Fatsia oligocarpella
3. Fatsia polycarpa

## Étymologie
Le nom de genre Fatsia vient du vieux japonais 八 (ancienne prononciation ``Fachi, ``Fatsu) ou ``Hasshu, qui aurait été corrompu et signifie « huit » (en japonais actuel Hachi) en référence aux 8 lobes des feuilles.

## Description
Les Fatsia sont des arbustes ou de petits arbres, à feuilles persistantes.
Les feuilles ont un limbe simple, palmatilobé, sérulé. Les stipules sont unis au pétiole.
L’inflorescence est une panicule terminale d’ombelles. Les bractées sont grandes, membraneuses, caduques. Les pédicelles sont non articulés sous l'ovaire.
La fleur comporte un calice dont le bord est obsolète ou à 5 dents, 5 pétales, valvés, 5 étamines. L’ovaire a 5 ou 10 carpelles ; 5 ou 10 styles libres.
Le fruit est une drupe subglobuleuse. les graines sont plus ou moins comprimé latéralement.

## Hybride
Un hybride stérile entre Fatsia japonica et Hedera hibernica, nommé ×Fatshedera lizei, a été produit en Europe occidentale.

## Espèces transférées dans d’autres genres
Certaines espèces précédemment incluses dans le genre Fatsia sont maintenant classées dans d'autres genres. Fatsia papyrifera est maintenant appelée Tetrapanax papyrifer et Fatsia horrida est maintenant appelée Oplopanax horridus et Fatsia wilsonii est appelé Fatsia oligocarpa et Fatsia cavaleriei est appelé Trevesia palmata.

## Liste d'espèces
Selon Catalogue of Life (12 septembre 2020), World Checklist of Selected Plant Families (WCSP) (12 septembre 2020) et The Plant List (12 septembre 2020) :
- Fatsia japonica (Thunb.) Decne. & Planch., Rev. Hort. (Paris), sér. 4 (1854)
- Fatsia oligocarpella Koidz. (1918)
- Fatsia polycarpa Hayata (1908)

Selon Tropicos (12 septembre 2020) :
On retrouve les 3 mêmes noms acceptés, les autres noms sont des synonymes
- Fatsia cavaleriei H. Lév. = Trevesia palmata (Roxb. ex Lindl.) Vis.
- Fatsia cavalerieri H. Lév.
- Fatsia horrida (Sm.) Hemsl. ≡ Oplopanax horridus (Sm.) Miq.
- Fatsia japonica (Thunb.) Decne. & Planch.
- Fatsia mitsde (Siebold) de Vriese = Dendropanax trifidus (Thunb.) Makino ex H.Hara
- Fatsia oligocarpella Koidz.
- Fatsia papyrifera (Hook.) Miq. ex Witte ≡ Tetrapanax papyrifer (Hook.) K. Koch
- Fatsia polycarpa Hayata
- Fatsia wilsonii (Nakai) Makino & Nemoto = Fatsia oligocarpella Koidz.

## Récapitulatif
| Comparaison de trois genres d'Araliaceae proches | Comparaison de trois genres d'Araliaceae proches                                       | Comparaison de trois genres d'Araliaceae proches                                                                       | Comparaison de trois genres d'Araliaceae proches                                                    |
|                                                  | ARALIA                                                                                 | FATSIA | TETRAPANAX                                                                                          |
| ------------------------------------------------ | -------------------------------------------------------------------------------------- | --- | --------------------------------------------------------------------------------------------------- |
| Végétal                                          | Arbre, arbuste, épineux ou non, herbe rhizomateuse                                     | Arbre, arbuste, sempervirent, non épineux                                                                              | Arbuste ou petit arbre, sempervirent, pubescence stellaire à l’état jeune                           |
| Feuille                                          | Composée 1-3 pennée, rachis articulé, 3-20 folioles                                    | Simple, palmatilobée, stipule uni au pétiole                                                                           | Simple, palmatilobée                                                                                |
| Inflorescence                                    | Terminale ou axillaire, panicule de corymbes ou d’ombelles                             | Panicule d'ombelles | Terminale, panicule d’ombelles                                                                      |
| Fleur                                            | Bord du calice à 5-dents, 5 pétales, 5 étamines, ovaire à 5 (ou 6) carpelles, 5 styles | Bord du calice obsolète ou à 5 dents, 5 pétales, 5 étamines, ovaire à 5 ou 10 carpelles libres, libres, 5 ou 10 styles | Calice presque obsolète, 4 (ou 5) pétales, 4 (ou 5) étamines, ovaire à 2 carpelles, 2 styles libres |
| Fruit                                            | Baie ±globuleuse, graine compressée latéralement                                       | Drupe subglobuleuse, graine ± comprimée                                                                                | Drupe globuleuse, légèrement compressée latéralement                                                |